# Toquí d'Antioquia
El toquí d'Antioquia (Atlapetes blancae) és un ocell de la família dels passerèl·lids (Passerellidae). Espècie endèmica de Colòmbia.
L'espècie va ser descrita científicament el 2007 sobre la base de tres espècimens del museu a Antioquia, Colòmbia, que prèviament havien estat catalogats com Atlapetes schistaceus per la gran similitud que tenen. Els tres espècimens de museu van ser recol·lectats al segle xx, però un de sol té la data inscrita en la targeta d'identificació, 1971. Recerques de camp posteriors a Antioquia no havien aconseguit trobar altres exemplars fins a l'any 2019, quan investigadors de la Universitat d'Antioquia van trobar individus al municipi de San Pedro de los Milagros. A més d'això, al llarg de l'any 2019 s'han anat reportant més localitats per a l'espècie, trobant-se en dos municipis més de l'altiplà nord d'Antioquia. La descripció de l'espècie ha estat aprovada pel Comitè de Classificació d'Amèrica del Sud que està integrat en la Societat Americana d'Ornitologia (AOS). Per tot això, a la Llista Vermella de la UICN és considerada espècie "en perill crític" d'extinció.

## Etimologia
L'epítet específic «blancae» fa referència a les parts inferiors que són blanquinoses, alhora que commemoren la lepidopteròloga colombiana Blanca Huertas, esposa de l'ornitòleg Thomas Donegan (qui va descriure l'espècie).

## Redescobriment
El gener de 2018, un colombià resident a San Pedro de los Milagros es va adonar d'aquest ocell camí de la missa dominical. Des de llavors, s'han redescobert 4 subpoblacions, amb un mínim de vint individus entre totes. Anteriorment, l'ocell havia estat passat per alt tot i viure relativament a prop de la ciutat de Medellín, que acull 3,7 milions de persones. Des de llavors, l'American Bird Conservancy ha adoptat una postura d'optimisme, afirmant que "els investigadors colombians ara saben quin tipus d'hàbitat buscar i continuen trobant més ocells. Aquesta espècie de toquí persisteix en clarianes de matoll baix bastant petites a prop de les persones. Les oportunitats per protegir les parcel·les d'hàbitats restants com a noves reserves i per restaurar ràpidament les terres de treball mitjançant tècniques de pastura forestal [combinant arbres, farratge i bestiar] tenen un gran potencial per beneficiar aquesta espècie, però s'ha d'actuar ràpidament".
Un dels fragments de bosc més grans, ubicat al centre de l'altiplà conegut com Llano de Oveja que està entre 2650 i 2800m, es troba protegit pel senyor José León, Corantioquia, municipi de San Pedro de los Milagros i per la Universitat de La Salle (Donegan 2007).
Tanmateix, un informe de l'“American Bird Conservancy” destaca que el toquí d'Antioquia està entre les deu espècies d'ocells en perill crític d'extinció i que tenen una alta probabilitat d'extingir-se en 10 anys.